# Norman Vyvyan Watson
Norman Vyvyan Watson, britanski general, * 1898, † 1974.